# أنثوزانثينات

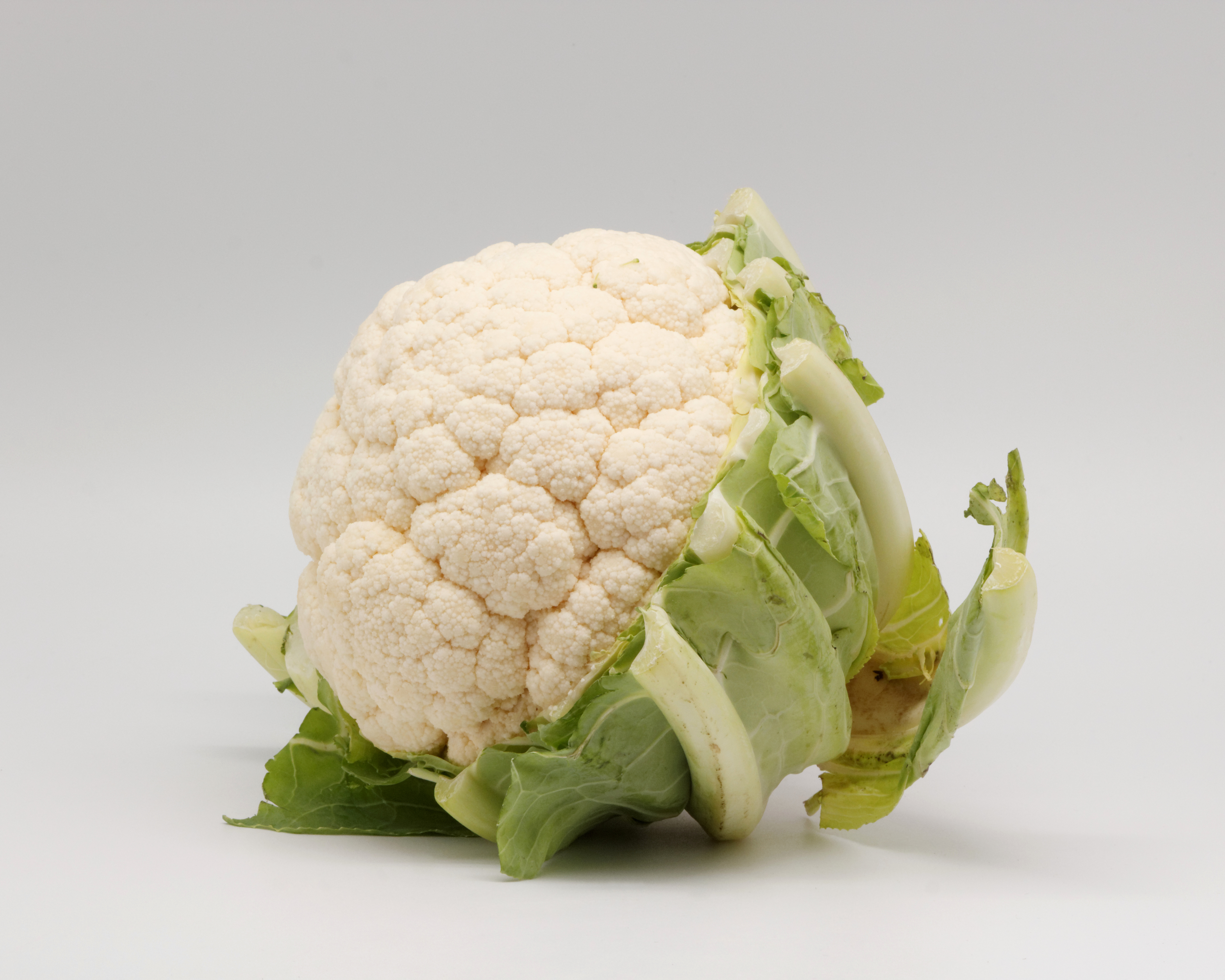

الأنثوزانثينات  (بالإنجليزية: Anthoxanthins)‏ هي نوع من صبغات الفلافونويد في النباتات. الأنثوزانثينات هي أصباغ تذوب في الماء وتتراوح ألوانها من الأبيض أو عديم اللون إلى الكريمي والأصفر وفي كثير من الأحيان على بتلات الزهور. وبصفة عامة تكون هذه الصبغات بيضاء في الوسط الحمضي وصفراء في الوسط القلوي. فهي سريعة التأثر بتغييرات اللون مع المعادن والأيونات المعدنية، مثلما هو الحال في الأنثوسيانين. ومثلما هو الحال في جميع مركبات الفلافونويد، فهي توفر الخصائص المضادة للأكسدة والهامة في التغذية وتستخدم في بعض الأحيان كـ مواد مضافة للأغذية. ويظهر سوادها مع الحديد بصورة خاصة في المنتجات الغذائية. ويعتبر أن هذه المركبات أكثر تنوعًا من الأَنْثُوسَيانين. ومن أمثلتها الكيرسيتين.